# اندی کولت
اندی کولت (انگلیسی: Andy Collett؛ زادهٔ ۲۳ اکتبر ۱۹۷۳) بازیکن فوتبال اهل بریتانیا است.
از باشگاه‌هایی که در آن بازی کرده‌است می‌توان به باشگاه فوتبال بریستول راورز، باشگاه فوتبال میدلزبرو، و باشگاه فوتبال دارلینگتون اشاره کرد.